# Esporte Clube Oity
Esporte Clube Oity foi uma agremiação esportiva da cidade do Rio de Janeiro.

## História
Com sede no bairro de Senador Vasconcelos, na Zona Oeste do Rio, o clube foi no dia 7 de julho de 1949, um dos fundadores do Departamento Autônomo de Futebol do Rio de Janeiro. O clube fazia parte da antiga Federação Metropolitana de Futebol.

## Títulos
- Campeão de Amadores “Série Carlos Lopes Guimarães” (1953);
- Campeão da “Taça de Disciplina” (1956);
- Campeão da “Taça de Disciplina” (1957);
- Campeão de Amadores “Série Floripes Monção” (1957);
- Campeão de Aspirantes “Série Rural” (1958);
- Campeão de Aspirantes do Departamento Autônomo (1958);
- Campeão de Amadores “Série Romeu Dias Pino” (1959).